# Prunus americana
Prunus americana es una especie de árbol perteneciente a la familia de las rosáceas. Es nativa de Norteamérica desde Saskatchewan hasta Nuevo México al este hasta Nuevo Hampshire y Florida. Es confundida con Prunus nigra, aunque la fruta es más pequeña, redonda y de color rojo brillante en lugar de amarillo. Muchas variedades de cultivo han derivado esta especie. Constituye un excelente stock sobre el cual injertar el ciruelo doméstico.

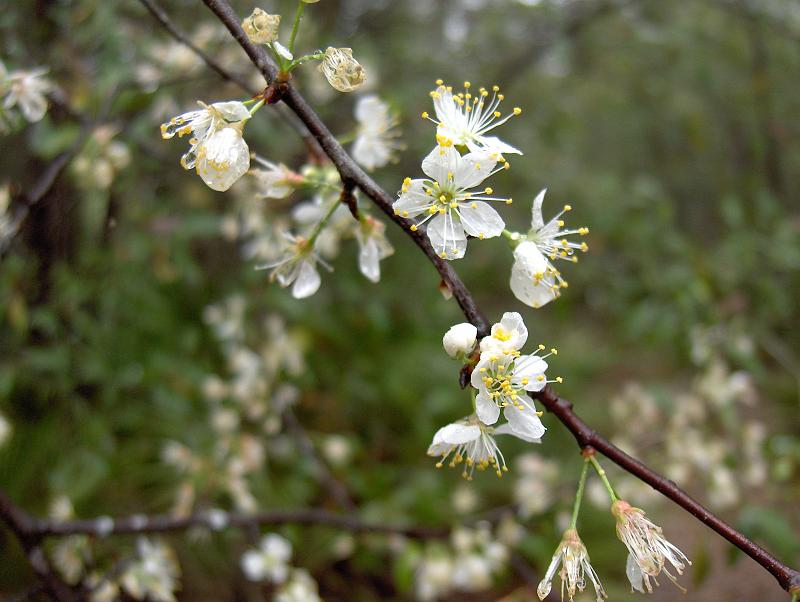
Inflorescencia.

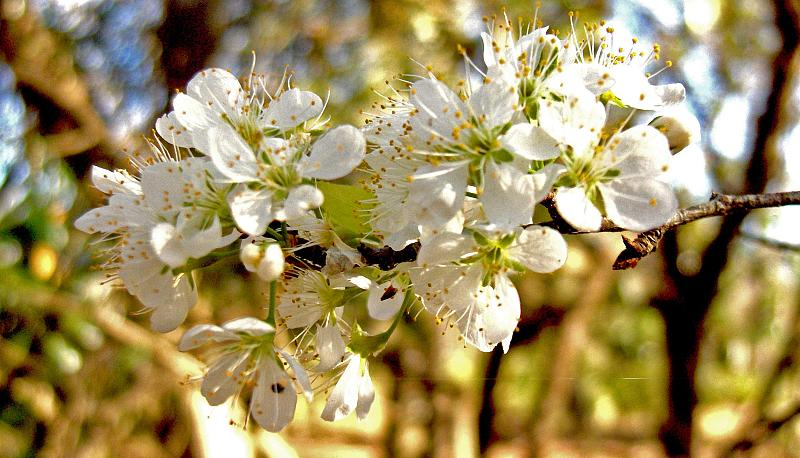
Flores.

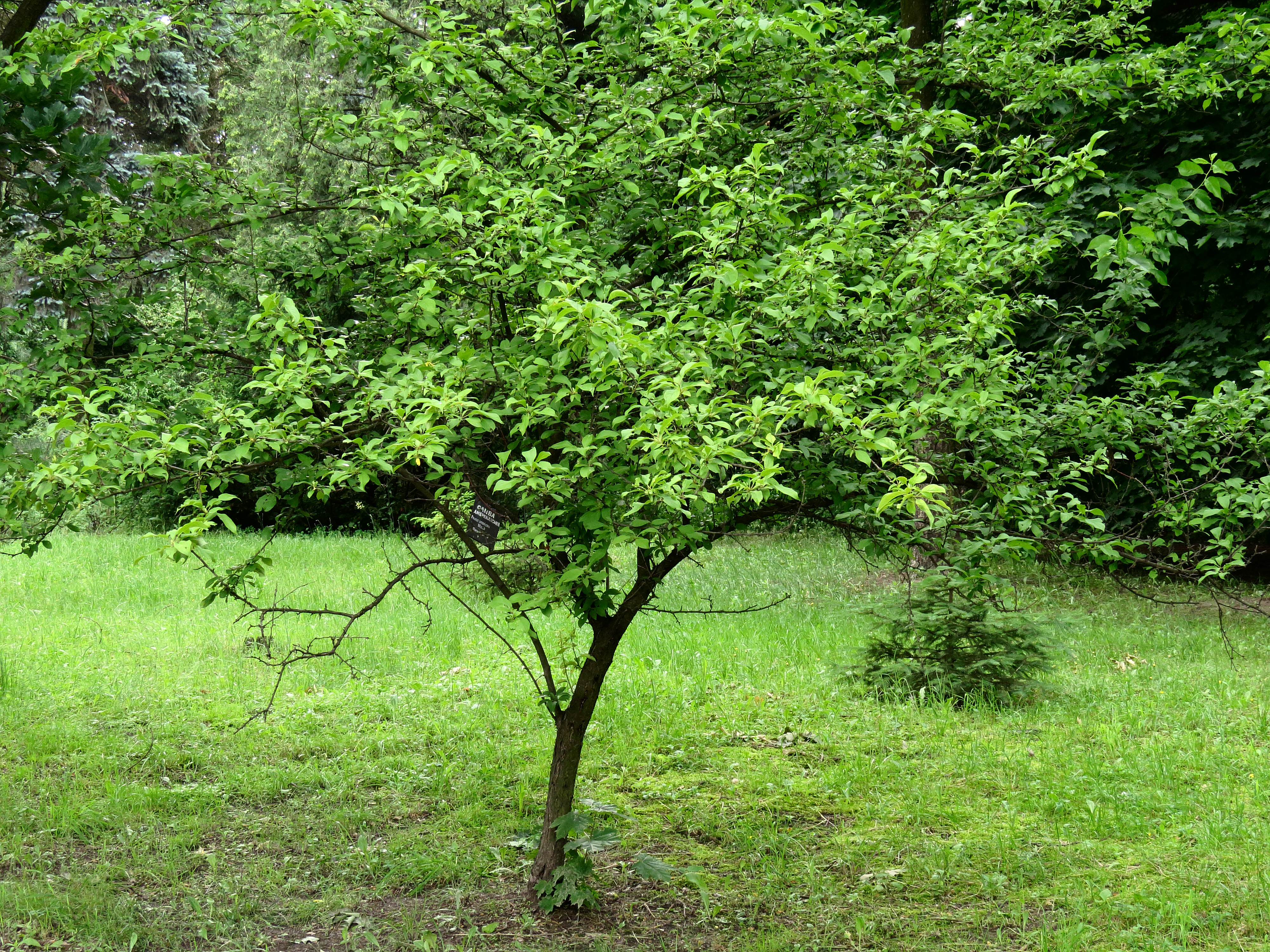
Vista del árbol.

## Descripción
Crece como un arbusto grande o árbol pequeño, que alcanza hasta los 4,6 m de altura. Se adapta a suelos de textura gruesa y mediana, pero no a los suelos finos. El arbusto es resistente al invierno, pero tiene poca tolerancia a la sombra, la sequía o un incendio. Su crecimiento es más activo en primavera y verano, y florece a mediados de primavera. Se propaga por semilla, pero la tasa de propagación por semilla es lento.
Las raíces son poco profundas y muy extendidas. Tiene numerosos tallos por planta, con una copa amplia.  Las ramas son espinosas con las hojas dispuestas alternativamente, con una forma ovalada. La longitud de la hoja suele ser de 5.1-10 cm de largo. La superficie superior de la hoja es de color verde oscuro y por el lado inferior es lisa y pálida. Las pequeñas flores blancas con cinco pétalos se presentan solas o en racimos en las axilas de las hojas. Los frutos son globulares con 2,5 cm de diámetro.

## Usos
Prunus americana se utiliza tanto para fines ornamentales como culinarios. Las flores blancas son decorativas en la primavera y es un árbol popular del paisaje residencial. Sargent dice de él: "Como planta ornamental P. americana tiene un valor real, las largas ramas como varitas forman una cabeza ancha, elegante que es atractiva en invierno y en primavera ya que se cubre con masas de flores blancas puras seguidas por el follaje brillante y amplias y abundantes frutas vistosas". Más de 200 formas de  se han presentado para el cultivo. La fruta que es agria y dulce se consume fresca y es preparada como conservas, jaleas, mermeladas y vino.
Granjas de arbustos medianos o árboles altos se utilizan para la protección contra el viento en las carreteras o las plantaciones de ribera. Su densidad elevada de crecimiento reduce eficazmente la velocidad del viento cerca del suelo. El desarrollo de los retoños del sistema radicular la hace muy efectiva en la estabilización de los márgenes de arroyos y barrancos.  Algunas propiedades comerciales plantan los árboles a lo largo del camino de entrada.
Tradicionalmente, Prunus americana fue ampliamente utilizado por los nativos americanos. Los Cheyennes se comían las ciruelas, y las ramas se utilizaban para la Danza del Sol. Los Navajos utilizan las raíces para hacer un tinte rojo.

## Ecología
Muchas aves y  animales comen la fruta y el venados de cola blanca y el ciervo mulo se alimentan de las ramas y hojas.

## Taxonomía
Prunus americana fue descrita por Humphry Marshall y publicado en Arbustrum Americanum 111, en el año 1785.
Etimología
Ver: Prunus: Etimología
americana: epíteto geográfico que alude a su localización en América.
Prunus americana var. lanata Sudw es considerada un sinónimo de Prunus mexicana, y Prunus americana var. nigra un sinónimo de Prunus nigra.
Prunus angustifolia (Marsh.) se hibrida naturalmente con P. americana para producir Prunus × orthosepala Koehne.